# روفوس كروفورد
روفوس كروفورد (بالإنجليزية: Rufus Crawford)‏ هو لاعب كرة قدم أمريكية ولاعب كرة القدم الكندية أمريكي، ولد في 21 مايو 1955 في غاستونيا في الولايات المتحدة.

## وصلات خارجية
- روفوس كروفورد على موقع مرجع كرة القدم المحترفة.كوم (الإنجليزية)
- روفوس كروفورد على موقع IMDb (الإنجليزية)
- روفوس كروفورد على موقع قاعدة بيانات الفيلم (الإنجليزية)